# Anisodes cretacea
Anisodes cretacea är en fjärilsart som beskrevs av W. Warren 1898. Anisodes cretacea ingår i släktet Anisodes och familjen mätare. Inga underarter finns listade i Catalogue of Life.